# Focea
|  | No s'ha de confondre amb Fòcida. |

Focea (en grec antic: Φώκαια, Phṓkaia, llatí: Phocaea) va ser la més septentrional de les ciutats de la Jònia a l'Àsia Menor. Estava situada en una península entre el golf de Cime i el golf Hermeu. Es correspon amb l'actual població de Foça, a l'estat turc.

## Història
Es deia que va ser fundada per colons de la Fòcida sota la direcció dels caps atenencs Filògenes i Damó, segons Pausànias i Estrabó. Estava situada a uns 200 estadis de la ciutat d'Esmirna. Tenia dos bons ports, anomenats Naustathmos i Lampter, i entre aquests se situava l'illa de Baccheion, on hi havia temples i edificis, explica Titus Livi.

### Edat antiga
La ciutat va estar governada per una línia reial derivada de Codros i no va ingressar a la confederació de ciutats de Jònia. Per la seva situació favorable i l'esperit aventurer dels seus habitants, aviat va agafar una certa preeminència entre les ciutats marítimes d'Àsia Menor, diu Heròdot, i els foceus van fer viatges d'exploració i colonització a la mar Adriàtica, a la mar Tirrena i a la costa d'Ibèria. Heròdot parla extensament de les relacions entre els foceus i el rei Argantoni de Tartessos, amb els quals van estar aliats, i que els va oferir abandonar Jònia i establir-se a Tartessos. Quan els foceus van declinar l'oferiment, els va donar diners per ajudar a construir les fortificacions de la seva ciutat contra els perses. Aquest relat mític és el reflex dels contactes comercials que tenien els foceus amb l'occident llunyà.
Tot i el relat d'Heròdot, en realitat els foceus no foren els primers grecs d'explorar la Mediterrània occidental, ans també destacaren els samis, els rodis, els calcidis i altres. Sí que és cert, en canvi, que els foceus van ser els que més intensament visitaren la zona, i segurament els únics que la colonitzaren. Cap al 600 aC fundaren Massàlia, i uns anys més tard, Empúries i després Alàlia, i possiblement també Òlbia i Mainake, encara que aquesta darrera no ha estat localitzada i podria ser una creació historiogràfica. És probable que allò que impel·lí els foceus tan lluny fos la dura competència marítima i comercial dels seus veïns, principalment Efes, Milet i Samos. És probable, també, que la decadència de Tir, sotmesa als tributs de l'Imperi Neoassiri, obrís les portes d'occident als foceus.
Cap a mitjan segle vi aC, Focea va ser sotmesa pel Regne de Lídia, sota el rei Cresos. Quan aquest fou derrotat per Cir II el Gran el 546 aC, Cir envià el seu general Hàrpag a sotmetre les ciutats de la Jònia. Els foceus, en veure que no podien resistir gaire temps a l'enemic, i com que no tenien intenció de sotmetre's al persa, varen abandonar la ciutat i es van embarcar cap a l'illa de Quios, on van intentar ocupar o comprar les illes Enusses per establir-s'hi, i els perses varen ocupar la ciutat buida. Però el pla de les Enusses no fou reeixit, i mentre una part dels foceus tornava a la ciutat, la major part es va embarcar cap a Còrsega, on vint anys abans s'havia establert la colònia d'Alàlia.
A Alàlia, els foceus van entrar en competència amb els etruscs i els púnics, i segons Heròdot també es dedicaren a la pirateria. Tot plegat precipità la situació i es produí la batalla d'Alàlia, que d'entrada guanyaren els grecs però que comportà la retirada i abandonament dels foceus de Còrsega. Fugiren cap a Règium, i a continuació fundaren una colònia sobre un empori preexistent, Èlea. Després de la batalla, els foceus perderen el seu imperi comercial a occident, que es repartiren entre etruscs, la zona de la mar Tirrena, i cartaginesos, la zona més occidental, que els obrí les portes a la colonització de la península Ibèrica. Èlea, per la seva banda, fou una ciutat molt activa culturalment, car acollí una de les grans escoles filosòfiques de l'antiguitat, l'escola eleàtica, amb Xenòfanes de Colofó, Parmènides i Zenó d'Èlea.
Després de tots aquests fets, Focea va subsistir sota domini persa, però el seu comerç i prosperitat es va reduir. Durant la revolta jònica (499-494 aC), només va poder aportar tres vaixells a la Batalla de Lade, encara que segons Heròdot el seu comandat era el més hàbil d'entre les forces jòniques. Més tard, pràcticament perd tota rellevància històrica. Era una ciutat jònia de segon ordre, que va passar als macedonis, a Antígon, als selèucides i per un temps breu als Ptolemeus. El 189 aC, en la guerra d'Antíoc, la flota romana va assetjar ciutat i la va conquerir. El pretor Luci Emili Regil en va permetre el saqueig, però la va reconstruir i la va reconèixer amb els títols de lliure i aliada de Roma. L'any 133 aC, va donar suport a Aristonic, el pretendent del tron del Regne de Pèrgam, i només van evitar el càstig per la intercessió de Massàlia davant els romans, diu Estrabó. Després, va romandre en poder dels romans i romans d'Orient sense cap esdeveniment especial.

### Edat mitjana
El 1288, Benet I Zacaries va obtenir el monopoli comercial de Focea i, el 1304, l'emperador romà d'Orient va reconèixer el feu de Focea als Zaccaria o Zacaries. Tedesi Zacaries va ser nomenat governador. El 1307 o el 1308, la Gran Companyia Catalana saquejà la ciutat i se n'endugué, entre altres objectes de valor, un tros de la veracreu, una peça de roba feta per la Verge Maria per a Sant Joan i el manuscrit de l'Apocalipsi del mateix Sant Joan.
El 1313, a la mort de Tedesi Zacaries, va tornar a ser possessió romana d'Orient, però el 1314 va retornar als Zaccaria, que en van nomenar governador Andreolo Cattaneo (1314-1331) i Domenico Cattaneo (1331-1334). A partir del 1330, la revolta dels Zaccaria va comportar la confiscació dels feus, que en el cas de Focea es va fer el 1334. En aquests anys, al costat de la vella ciutat de Focea va sorgir una Nova Focea.
Els Giustiniani van ocupar la Focea vella el 16 de setembre del 1346 i Focea Nova el 20 de setembre del 1346 (un cos expedicionari dirigit per Pietro Recanelli Giustiniani). El 1348, Joan VI Cantacuzè va demanar la restitució de Focea sense èxit. La societat dels Giustiniani, la Maona, acceptà hissar-hi bandera imperial, afavorir el comerç imperial i pagar tribut, però realment no va tenir cap efecte. L'imperial Joan Cybo va fracassar en l'intent d'ocupar Quios als Giustiniani, però en canvi va poder ocupar les dues Focea, si bé efímerament, ja que Andrea Petrila, al servei de la Maona, les va recuperar el mateix 1348.
El 8 de juny del 1363, l'Imperi Romà d'Orient va renunciar a les illes i ciutats ocupades pels Giustiniani (Quios, Samos, Oenusses, Santa Panàgia i Focea). Els Giustiniani van rebre el títol reial hereditari per a mascles i femelles. Aquestos privilegis van ser renovats el 14 de juny del 1367. La república de Gènova va prorrogar la concessió comercial fins al 21 de novembre del 1418, perquè l'estat no podia tornar el deute que tenia amb la societat. El 1379, Venècia va ocupar Focea temporalment durant una guerra amb Gènova.
El 1386, la ciutat d'Enos, que era dels Giustiniani, es va unir al feu dels Gattiluso de Lesbos voluntàriament i, gairebé a continuació, l'emperador va donar als Gattiluso el feu de Focea (formalment, la Maona va continuar tenint l'administració), al qual van seguir Tasos, Lemnos, Imbros i Samotràcia. Cap a l'any 1390, les dues Focees van haver d'obrir les portes als otomans. La Maona va pagar tribut als otomans, i va poder conservar l'administració fins al 1455.
La ciutat va continuar habitada durant tot el període otomà. Entrat el segle xx, la ciutat era majoritàriament habitada per grecs, que l'any 1914 varen ser víctimes d'una massacre durant el genocidi grec, els supervivents del qual fugiren a l'estat grec. La ciutat fou repoblada de muhacirs i reanomenada Foça.

## Governadors de Focea
- Pietro Recanelli 1364-1391
- Raffaello Paterio 1391-1395
- Tomasso Paterio 1395-1405
- Giovanni Adorno 1405-1424
- Percivalle Pallavicini 1425-1427
- Enrico Giustiniani-Longo 20 de setembre de 1427-1437
- Francesco Drapperio 1437-1447
- Paride Giustiniani-Longo (fill d'Enrico) 1447-1455